# Jacques Paturle
Jacques Paturle (24 mai 1779 à Lyon - 21 juin 1858 au château de Lormoy à Longpont-sur-Orge) est un homme d'affaires et homme politique français.

## Biographie
Fils de Pierre Paturle et de Jeanne Ducros de La Marche, il est manufacturier à Lyon, puis au Cateau-Cambrésis, et négociant et banquier à Paris. Sa manufacture du Cateau-Cambrésis sera par la suite reprise par les frères Seydoux.
Il est élu, le 28 octobre 1830, député du Nord, au grand collège. Il soutient de ses votes la monarchie de Louis-Philippe et devient député du 8e arrondissement de Paris, le 24 septembre 1831, en remplacement de Daunou, qui avait opté pour Brest. Encore réélu député, le 21 juin 1834, il prête son appui à toutes les mesures favorables au gouvernement, et est appelé, le 3 octobre 1837, à siéger dans la Chambre des pairs.
Il acquiert le château de Lormoy, à Longpont-sur-Orge, en 1846.
La Révolution française de 1848 le rend à la vie privée.
Marié à Françoise Sorchan, puis Sophie-Claudine Lupin, il est le beau-père d'Auguste Casimir-Perier.
Une rue de Paris et un boulevard au Cateau-Cambrésis portent son nom.

## Sources
- « Jacques Paturle », dans Adolphe Robert et Gaston Cougny, Dictionnaire des parlementaires français, Edgar Bourloton, 1889-1891 [détail de l’édition]